# Развязка сюжета
Развязка — элемент сюжета, в котором разрешается конфликт и исчерпываются события, изображённые в произведении.

## Развязка в литературе
Развязка — одна из основных композиционных единиц драматического произведения, окончание действия или завершение конфликта в произведении. Развязка бывает в конце, но иногда в начале текста; как правило, обоснована внутренней логикой развития событий. Развязка даётся в конце произведения, но в тех случаях, когда внешнее действие играет второстепенную роль, она переносится в середину и даже в начало повествования. В соответствии с авторским замыслом многие произведения лишены развязки и имеют так называемый «открытый финал». После кульминации наступает развязка, то есть показ автором того положения, которое создалось в результате развития всего действия.

## Развязка в повествовании
- Начинается с момента свершения «переворота в судьбе героя» и заканчивается победой или поражением последнего.
- Завершает собой борьбу противоречий, составляющих содержание драматического произведения.
- Разрешая их коллизию, знаменует собой победу одной стороны над другой.
- Эффективность определяется значительностью всей предшествующей борьбы и кульминационной остротой эпизода (Spannung), предшествующего и заключающего в себе самую высшую точку сопротивления побеждаемой стороны и самую большую степень напряжения сил стороны побеждающей.
- Часто не является концом произведения, за ней следует в драматических жанрах фраза под занавес или обращение к зрителям.
- По аналогии с драматическим конфликтом термин применяется иногда и к разрешению конфликта в повествовательных жанрах[2].